# Conti di San Martino Gusnago
I Conti di San Martino Gusnago, come i conti di Casaloldo, di Montichiari, di Asola, di Mosio, di Marcaria, di Redondesco, sono una famiglia che si afferma alla metà del XII secolo, discesa dalle stirpi dei cosiddetti conti di Sabbioneta e dei conti Arduini di Parma, chiamate nel loro insieme Ugonidi.
Ognuna delle famiglie citate per distinguersi prende il nome dal feudo sede della sua residenza o dei suoi principali interessi, pur rimanendo in possesso comune e porzionario del comitatus.

## Provenienza
Gli studiosi non sono concordi su quale sia la località da cui questi nobili, appartenenti alla potente stirpe feudale dei conti Ugonidi, presero il nome: il dubbio è tra San Martino dall'Argine, per cui propendono Fè d'Ostiani e, con qualche riserva, Tonini, e San Martino Gusnago, indicato da Vaini e Castagna-Predari.
A San Martino dall'Argine, tuttavia, non sono mai registrati possedimenti dei conti rurali bresciani cui appartengono anche i San Martino, né dei conti di Sabbioneta o di Parma, loro ascendenti, mentre a San Martino Gusnago sì.
In effetti sono numerosi gli elementi che conducono verso San Martino Gusnago: la presenza in questo luogo di beni appartenenti ai conti del Seprio, probabilmente aventi una comune origine con i conti rurali bresciani, nonché di possedimenti degli ascendenti dei conti di Sabbioneta, come risulta dall'atto di donazione del 1033 di Adelberto marchese e di Adelaide contessa.
Inoltre, Gusnago compare incluso tra le località sedi di diritti della contessa Matilde di Desenzano, moglie di Ugo III di Sabbioneta, e nelle sue vicinanze si situano proprietà dei conti Abate, pure di Sabbioneta, e Vizolo I dei Longhi.
Infine, si sa con certezza che nei pressi di San Martino in Gusnago erano presenti nel XIII secolo, proprio quei conti rurali, derivati dalle famiglie comitali appena ricordate, chiamati di San Martino.

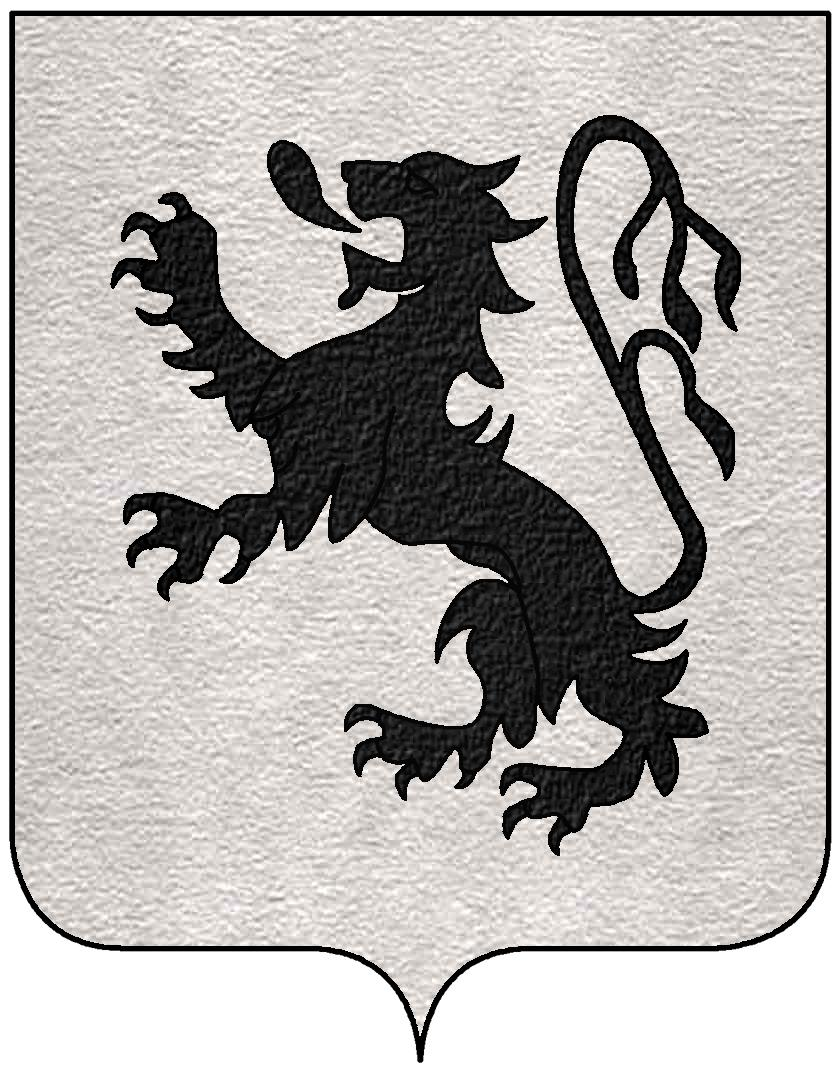
Stemma dei conti Longhi, D'argento al leone rampante di nero.

Si tratta di una nutrita serie di indizi di importanza tutt'altro che secondaria che, insieme, potrebbero costituire un argomento decisivo per sostenere che la località di origine dei conti di San Martino fu proprio Gusnago, e non San Martino dall'Argine.
A porre fine al dubbio in senso favorevole a Gusnago potrebbe essere un documento datato 1229, 19 dicembre, Mantova, in cui i conti Girardo e Guelfo sono chiamati de Sancto Martino in Gosenagho.

## Origini
I conti di San Martino, nei loro membri Guelfo, Azzone, Corrado, sono citati per la prima volta nel 1174, sembra in opposizione ai conti di Lomello, e poi nel 1182, nella controversia tra di loro, rappresentati dal conte Girardo di S. Martino e associati ai conti Longhi, e il monastero di Leno per alcune proprietà tra Fiesse ed Asola. Qui Longhi e San Martino compaiono già ben individuati e distinti nei loro membri e nei loro rappresentanti, anche se alleati per difendere interessi in comune, provenienti probabilmente dal medesimo patrimonio, quello dei conti di Sabbioneta, contro un rivale comune. Tuttavia, più avanti nella storia, non mancheranno di essere descritti come nemici: nel processo dei conti di Montichiari del 1228 si dice che questi ultimi ebbero al loro servizio gli uomini e il Comune di Montichiari, i quali tutti insieme militavano nella terra di Gazzuolo ( o Gazzuoli di Asola) contro i conti di S. Martino.
I nomi di questi conti si trovano di nuovo nell'atto di compravendita fra il comune di Brescia ed i conti di Lomello, del 23 marzo 1180, in cui questi ultimi parlano di Gerardo, Guelfo, Corrado, ed Azzone Bletone, Comites qui nuncupantur de S. Martino.
Tanti storici accennano ai conti di San Martino, ma divergono sulle loro possibili provenienze e ascendenze.
Il Wustenfeld e l'Odorici, seguendo le loro premesse, fanno derivare anche questi conti da quelli di Sabbioneta e Desenzano, ma da un ramo collaterale alla contessa Matilde e quindi da essa non direttamente discendenti.
Navarrini, quando fa discendere i San Martino dalla stirpe dei conti Ugonidi, in sostanza conferma l'ipotesi dell'Odorici.
Il Volta afferma che i San Martino discendevano da un conte Gransedonio di S. Martino, che nel 1110 combatté come capo fazione in Mantova contro Rufino Zanicalli e suoi aderenti.
Fè d'Ostiani però si dichiara giustamente scettico al riguardo, in quanto la “cronaca di Ardicio Aimoni” su cui si fonda il Volta, e seguita anche da Odorici, è ritenuta da molti critici come falsa, o per lo meno interpolata.

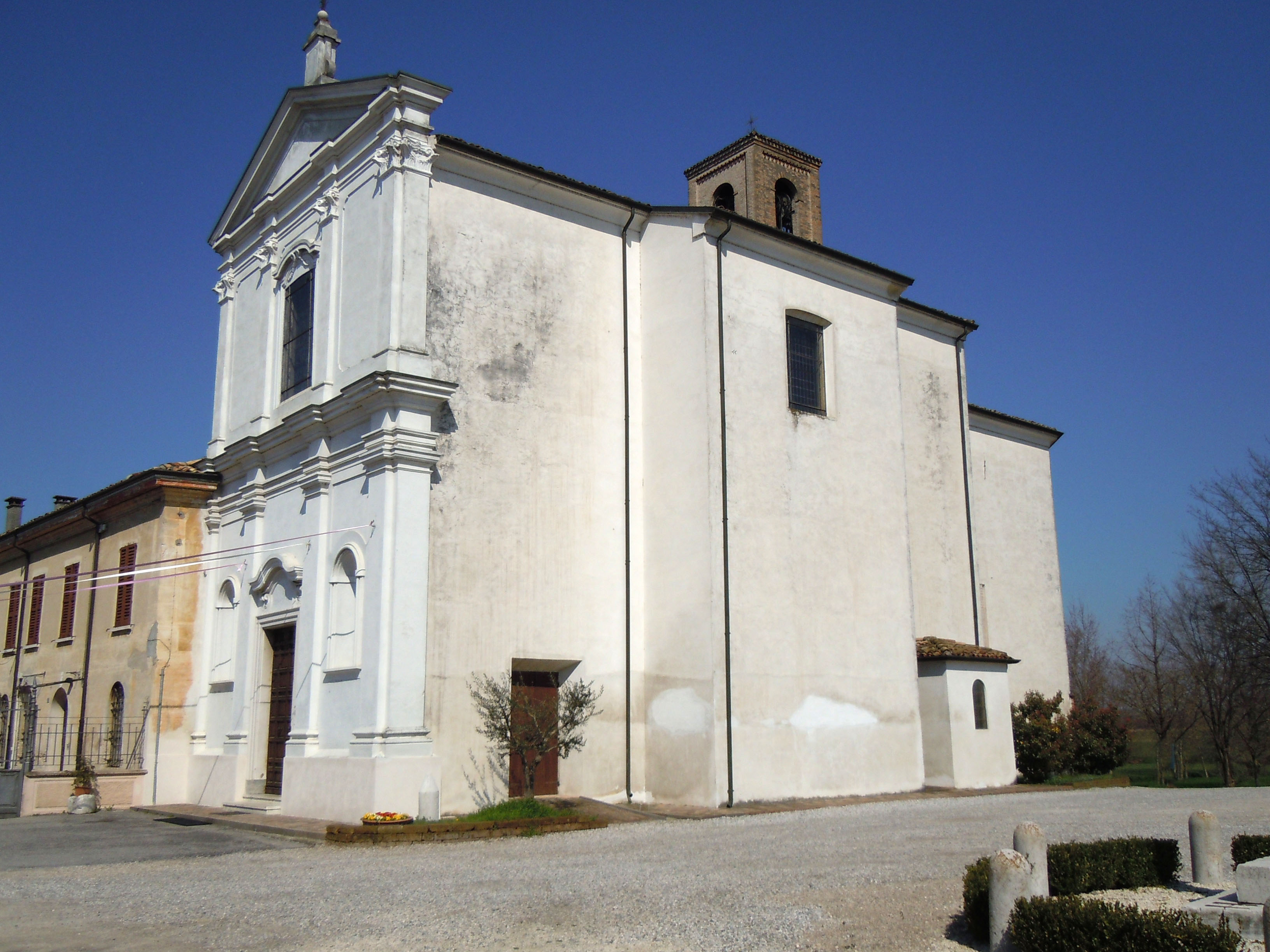
San Martino Gusnago, chiesa parrocchiale: la sua fondazione come pieve risale all'età longobarda, ed ha contribuito a dare il nome al ramo dei conti di San Martino

Secondo Fè d'Ostiani i conti di San Martino, per il fatto che sono gli unici tra i conti rurali bresciani nominati dai conti di Lomello nel contratto di vendita di cui sopra, apparterrebbero ad uno dei rami degli stessi conti lomellini.
Tuttavia, nella sua proposta commette un errore, quando afferma che i conti di San Martino furono chiamati dai Lomello, ad esclusione degli altri conti che condividevano i loro beni in modo proporzionale, ad essere mallevadori dell'atto di compravendita con Brescia.
In realtà, in quel documento i San Martino sono bensì chiamati in causa, ma in chiara opposizione ai Lomello, in quanto questi ultimi dichiarano che difenderanno la vendita fatta a Brescia dalle future possibili pretese e rivendicazioni su di essa di tutti i conti chiamati di San Martino.
Come garante del contratto compare invece un altro conte rurale bresciano, ovvero Vizolo di Asola, menzionato come testimone che ha apposto la sua firma in calce al documento.
Nonostante questa svista dello storico bresciano, la parentela tra le due stirpi comitali dei Lomello e dei San Martino rimane in piedi.
È possibile concludere che tra i conti rurali di origine bresciana, ma passati poi a gravitare anche e soprattutto sul territorio e nella città di Mantova, vi sono i conti di S. Martino, che probabilmente erano in origine imparentati e legati con gli Ugoni – con comuni ascendenti -, ma che ben presto – grossomodo dalla metà del XII secolo in poi - formarono un gruppo consortile a parte, che, visto il loro nome, doveva avere il centro dei suoi interessi a San Martino Gusnago e altri centri come Asola, Redondesco, Mosio, Mariana Mantovana, Marcaria, già possedimenti dei Longhi: infatti i S. Martino erano condomini dei conti Longhi in queste terre, essendo una stessa località ripartita in più porzioni assegnate a famiglie diverse.
Tra queste figurano anche i conti palatini di Lomello; questi però, discesi da Vifredo VI conte di Piacenza, ma della stessa famiglia dei Sabbioneta, avevano sede in Lomellina, e quindi troppo lontano da Mantova, Brescia e Cremona per avere al centro dei loro interessi questi beni e per entrare nell'orbita di queste città.
Il fatto che le proprietà di almeno tre famiglie convivessero in uno stesso territorio, denuncia che queste tre casate di conti rurali sono discese dagli stessi progenitori e provengono da un'unica famiglia, quella dei conti di Sabbioneta, perché tutte e tre ne hanno ereditato i feudi in modo porzionario e indipendente, costituendo patrimoni divisi anche se spesso attigui, oltre che notevolmente frammentati in molte zone, proprio a causa della presenza di almeno tre famiglie diverse sulle stessa area.Oltre ad avere feudi in comune con Longhi e Lomello, i conti di S. Martino, visto il loro nome, dovrebbero essere presenti in particolare nella zona intorno alla località eponima, appunto S. Martino Gusnago.

## Storia
I conti di San Martino, insieme con altri loro parenti, i conti Ugoni-Longhi, compaiono ancora in una controversia con la Badia leonense, nel 1182, per alcuni terreni posti tra Asola e Fiesse.
Il 16 aprile, a Fiesse, l'abate di San Benedetto di Leno e i comites - in particolare Azzo a nome anche di Ugo, Guglielmo, Gualfredo, Pizzo, Gerardo Narisius e Guizolo, e a sua volta Girardo de Sancto Martino anche a nome di Guelfo, Azzo e il fratello di Azzo, nonché per Corrado, il quale si è anche impegnato a giurare personalmente entro il termine stabilito – giurano di attenersi all'arbitrato di Atto da Pralboino e di Agostino avvocato nella controversia per Magazzano, per la selva e per lo spineto.
Nel 1183, il 15 maggio, a Fontanella Grazioli di Casalromano viene emessa la sentenza.
Nella controversia tra Gonterio, abate di Leno, da una parte, e dall'altra i comites Girardo de Sancto Martino e Azzone, anche come procuratori di Ugo, Guglielmo, Girardo, Narisio, Guizzolo, Gualfredo, Pizzo, Guelfo, Corrado, Azzone Blethonus e suo fratello, dall'altra, circa il possesso della metà dello spineto verso oriente, dalla quale l'abate diceva di essere stato espulso dalla controparte con la forza, mentre i predetti conti affermavano di averla posseduta a buon diritto da lunghissimo tempo, Attone da Pralboino e Agostino figlio del fu Susalla, insieme col loro assessore Desiderio, condannano la controparte a restituire i beni contesi all'abate, fatti salvi eventuali diritti del conte Guifredo Brachiumferri e di Ziliolo Decordati.

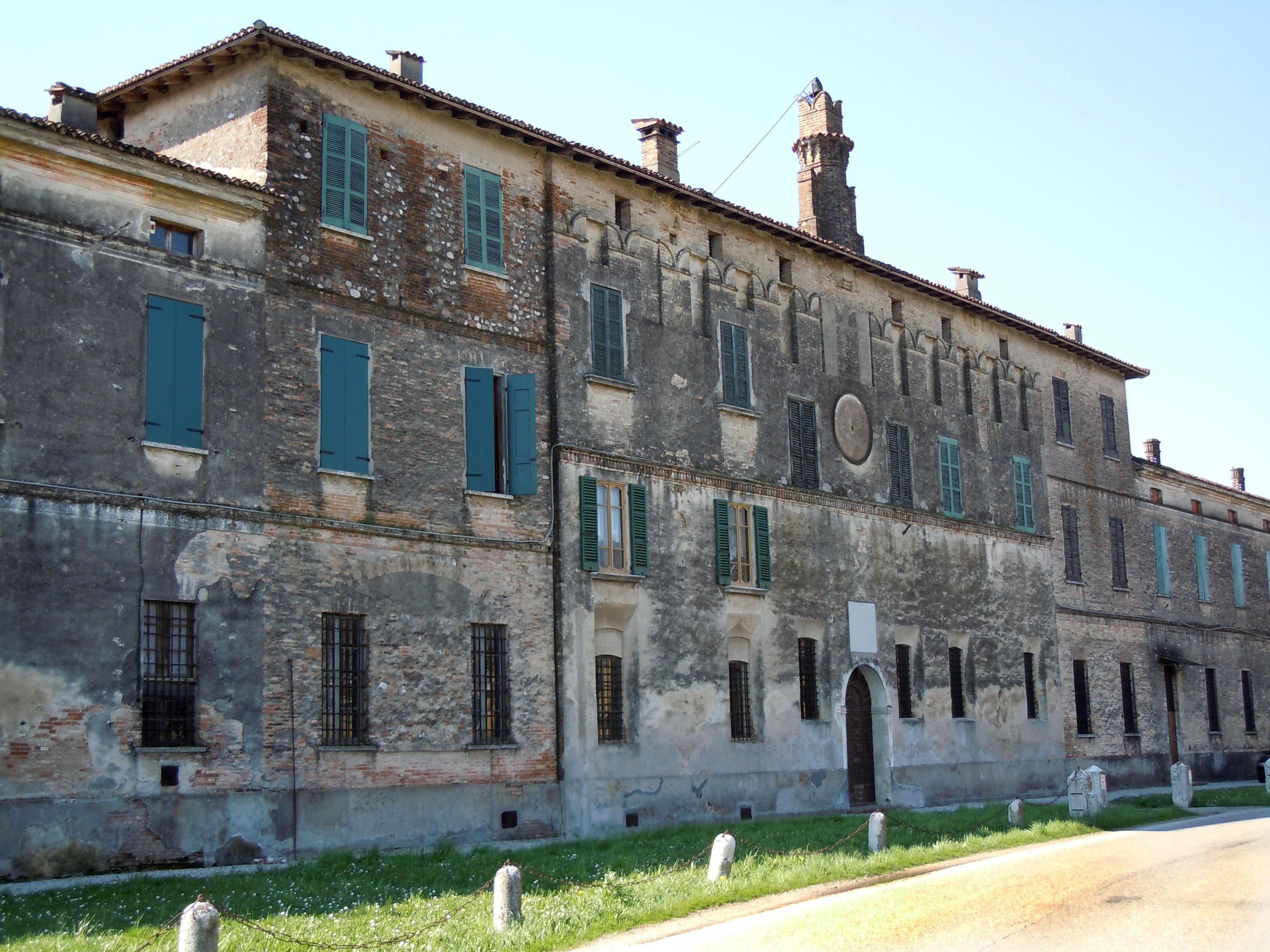
Palazzo Secco-Pastore a San Martino Gusnago

Inoltre in merito alla contesa tra gli stessi circa la terza parte pro-indiviso della selva e delle due parti ugualmente pro-indiviso di Machazanum, terre queste tra il castrum di Fiesse e Asola, mentre entrambi i contendenti affermano di aver diritto al possesso, e asserendo l'abate di aver diritto al reintegro nel possesso qualora appaia che ne è stato estromesso, Attone e Agostino dichiarano che l'abate ha maggiori diritti e ordinano ai comites di non disturbare il possesso.
Negli anni venti del XIII secolo, Enrico, figlio di Azzone conte di Mosio, attesta che i conti di San Martino dividevano gli onori coi conti Ugoni, sotto il qual nome di famiglie si debbono comprendere tutti gli altri conti porzionari che portavano il titolo dell'uno o dell'altro dei luoghi del comitato.
Secondo Fè d'Ostiani, da ciò si può inferire che i conti di San Martino appartengono ad una famiglia diversa da quella dei conti Ugoni, e mentre tutti questi ultimi conti andavano fra loro più o meno d'accordo, dissentivano dai conti di San Martino fino ad usare contro di loro le armi, come si rileva dal processo del 1228 pubblicato dall'Odorici.
Che i conti di San Martino fossero feudatari nel territorio bresciano è provato anche da altre fonti, dalle quali sembra che essi possedessero alcune terre in Calvagese della Riviera e in Carzago, luoghi in cui avevano degli arimanni.

## Esponenti illustri
Certo è, qualunque fosse la loro precisa origine, che i conti San Martino appartenevano a una famiglia nobilissima, sia per la sua antichità, sia per l'influenza e potenza esercitate nei Comuni di Mantova e Brescia, sia per aver dato alcuni suoi membri a diverse città in qualità di reggitori o podestà.
Alcuni loro esponenti furono scelti a ricoprire cariche di grande importanza e responsabilità.
- Guelfo, conte di San Martino, fu podestà di Verona nel 1197-1198, anno, quest'ultimo, in cui intervenne all'atto di pace fra Ferraresi e Mantovani. Nel 1201 era podestà di Mantova, quando comandando l'armata mantovana fu ucciso presso il fiume Ravenzate, a Nogarole Rocca.[25]

- Bonifacio, figlio di Guelfo, che il Volta dice "di finissimo accorgimento, potente e ricco", sostituì per pochi mesi il padre nella podestaria di Mantova, nella quale l'anno dopo – 1202 - fu confermato, e lasciò di sé un tale buon nome, che nel 1216-1217 fu rieletto ed alla scadenza riconfermato per il 1218, quando fu paciere tra Mantova e Verona.[26] Nel 1208 il conte Bonifacio intervenne all'alleanza stretta in Mantova tra questa e Cremona, Verona, Estensi e Ferrara.[27] Nel 1203 e nel 1226 lo troviamo come podestà di Verona, ma durante il secondo mandato i Veronesi lo espulsero perché creduto colpevole di non aver impedita l'occupazione di Vicenza da parte di Ezzelino da Romano.[28] Nel 1223 lo troviamo ancora nel refettorio dei canonici della cattedrale di Brescia mentre riceve un'intimazione per restituire alcuni beni del comitato di ragione del Comune da lui occupati, mentre nel 1227 egli è presente a Marcaria ad un atto di riconoscimento e restituzione di altri beni di Brescia di cui i feudatari rurali si erano appropriati.[29] Nel 1232, egli è presente a Campitello, convocato dal vescovo di Mantova Guidotto.[30] Nel 1238 è citato come ancora vivente.

- Il figlio Manuele nel 1232 è investito di terre di proprietà del vescovo di Mantova in Marcaria.[31]
- Il conte Martino di San Martino compare nel 1215, quando Rambertino Buvalelli, podestà del comune di Mantova, nel pubblico consiglio di Brescia propone di compensare i debiti tra Bresciani e Mantovani.[32]
- Corrado, conte di San Martino, fu podestà di Modena nel 1203, e nel 1210 lo troviamo a Mantova come testimone in una sentenza del vescovo mantovano Enrico, vicario di Ottone IV.
- Corrado "il Giovane", nipote del Corrado succitato e fratello di Bonifacio, fu podestà pure di Modena nel 1224, e di Mantova nello stesso anno, insieme a Pace Boccacci.[33]

Fè d'Ostiani crede che questa famiglia, che apparteneva, dal punto di vista della partecipazione alla vita politica, più a Mantova che a Brescia, non si sia compromessa con il Comune bresciano, come fecero gli altri conti del comitato rurale alla venuta in Italia dell'imperatore Federico II, perché fra i beni del comitato confiscati da Brescia nel 1240 non si accenna a quelli dei conti di San Martino.
L'ultima notizia dei conti San Martino è fornita dal Volta, quando dice che Bonifacio, forse figlio di Martino del conte Guelfo, fu nel 1259 podestà di Mantova, sottoscrivendo nel maggio di quell'anno la lega fra quel Comune, Uberto Pallavicino e Buoso da Dovara, contro Ezzelino.